# Guerra virtual
Guerra virtual significa o aumento do uso e dependência de tecnologia no âmbito da guerra. Inclui a separação do tempo/espaço entre um ataque e o alvo a que se destina, o que resulta em a "sanitização" da guerra. O conceito ganhou notoriedade entre os decisores políticos e acadêmicos que estudam a Revolução nos Assuntos Militares. James Der Derian, em seu livro Virtuous War: Mapeamento Militar-Industrial-Mídia de Entretenimento em Rede discorre amplamente sobre o conceito de guerra virtual e as consequências do aumento de integração tecnológica dentro das forças armadas modernas.